# طوبيا الخازن
طوبيا الخازن بطريرك أنطاكية الماروني الثاني والستون في حبرية دامت عشر سنوات بين 1756 - 1766 حتى وفاته؛ وآخر من انتخب من سلك الرهبنة حتى انتخاب بشارة بطرس الراعي عام 2011.
انخرط طوبيا الخازن في سلك اللاهوت باكرًا ورقاه البطريرك سمعان العواد إلى رتبة أسقف نابلس عام 1733، ثم مطران قبرص حتى 1755 ومطران طرابلس حتى انتخابه. انتخب أول مرة بعد وفاة البطريرك يوسف درغام الخازن من قبل حزمة من المطارنة في حين انتخب مطارنة آخرون المطران إلياس محاسب، فأبطل البابا بندكت الرابع عشر شرعية الانتخاب وعيّن سمعان العواد. وبعد وفاة البطريرك سمعان العواد انتخبه مجلس الأساقفة والمطارنة الموارنة في 28 فبراير 1756 وصادق البابا بندكت الرابع عشر على هذا الانتخاب في 27 مارس 1757. كان البطريرك الخازن يقيم بين وادي قاديشا ومسقط رأسه كسروان، ومن أهم أعماله تأسيسه دير القديس أنطونيوس في بقعاتا؛ وعين خمسة أساقفة. توفي البطريرك الخازن في عجلتون ودفن بالكنيسة التي تحوي مدافن عائلته فيها يوم 19 مايو 1766.